# Као Београд цео
„Као Београд цео” је југословенски кратки ТВ филм из 1980. године. Режирао га је Миљенко Дерета а сценарио је написао Петар Пајић.

## Улоге
| Глумац        | Улога |
| ------------- | ----- |
| Предраг Ејдус |       |